# Accius Naevius
Accius Naevius ou Attus Navius est un augure romain de la fin du VIIe siècle av. J.-C.
Pour convaincre Tarquin l'Ancien de la puissance de son art, il coupe devant lui une pierre avec un rasoir. Tarquin lui fait élever une statue, en mémoire de ce prodige.

Ciceron nous raconte son histoire dans son livre sur la divination :
Dans son enfance, à cause de sa pauvreté, il menait paître les truies, ayant perdu l'une d'elle, dit-on, il fit voeu, s'il la retrouvait, de donner au dieu la plus grosse grappe de sa vigne. C'est pourquoi, ayant trouvé la truie, il se plaça, dit-on, au centre de la vigne, tourné vers le midi : quand il eut divisé la vigne en quatre parties et que les oiseaux eurent écarté trois d'entre elles, il partagea la quatrième, celle qui restait, en régions et découvrit, comme nous nous l'apprenons dans les livres, une grappe d'une grosseur étonnante. La nouvelle s'en répandit et, comme tous les voisins le consultaient sur leurs affaires, grand était son renom et sa gloire.
Il arriva donc que le roi Tarquin le fit venir devant lui. Voulant mettre à l'épreuve sa connaissance de l'art augural, il lui dit qu'il avait en tête un projet ; il lui demanda si ça pouvait se faire. Attus, ayant pris les augures, répondit que c'était possible. Mais Tarquin dit qu'il avait pensé qu'on pourrait couper une pierre avec un rasoir ; il ordonna alors à Attus de tenter l'expérience. C'est ainsi qu'une pierre apportée sur le comitium fut, sous les regards du roi et du peuple, tranchée en deux par un rasoir. En conséquence, Tarquin prit Attus Navius pour augure et le peule lui demande conseil sur ses affaires. Quant à la pierre et au rasoir, nous savons qu'ils furent enfouis dans le comitium et qu'on plaça dessus une margelle.

Ciceron, de la divination I, XVII, 31-32 (Trad. François Guillaumont)